# Різвілл (Вісконсин)
Різвілл (англ. Reeseville) — селище (англ. village) в США, в окрузі Додж штату Вісконсин. Населення — 763 особи (2020).

## Географія
Різвілл розташований за координатами 43°18′22″ пн. ш. 88°50′40″ зх. д. / 43.30611° пн. ш. 88.84444° зх. д. (43.306154, -88.844543).  За даними Бюро перепису населення США в 2010 році селище мало площу 1,62 км², уся площа — суходіл.

## Демографія
Згідно з переписом 2010 року, у селищі мешкало 708 осіб у 288 домогосподарствах у складі 181 родини. Густота населення становила 437 осіб/км².  Було 322 помешкання (199/км²).
Расовий склад населення:
| - 95,3 % — білих - 1,0 % — азіатів - 0,7 % — чорних або афроамериканців - 1,4 % — осіб інших рас |

До двох чи більше рас належало 1,6 %. Частка іспаномовних становила 2,7 % від усіх жителів.
За віковим діапазоном населення розподілялося таким чином: 26,0 % — особи молодші 18 років, 62,8 % — особи у віці 18—64 років, 11,2 % — особи у віці 65 років та старші. Медіана віку мешканця становила 37,2 року. На 100 осіб жіночої статі у селищі припадало 104,0 чоловіків;  на 100 жінок у віці від 18 років та старших — 106,3 чоловіків також старших 18 років.
Середній дохід на одне домашнє господарство  становив 47 968 доларів США (медіана — 41 136), а середній дохід на одну сім'ю — 54 852 долари (медіана — 50 714). Медіана доходів становила 45 268 доларів для чоловіків та 25 500 доларів для жінок. За межею бідності перебувало 14,0 % осіб, у тому числі 9,6 % дітей у віці до 18 років та 16,8 % осіб у віці 65 років та старших.
Цивільне працевлаштоване населення становило 316 осіб. Основні галузі зайнятості: виробництво — 22,8 %, освіта, охорона здоров'я та соціальна допомога — 17,4 %, роздрібна торгівля — 14,6 %.